# جون ستينمارك
جون ستينمارك (بالسويدية: Johan Stenmark) هو لاعب كرة قدم سويدي في مركز الدفاع، ولد في 26 فبراير 1999 في السويد. لعب مع نادي كالمار.

## وصلات خارجية
- جون ستينمارك على موقع اتحاد السويد (السويدية)
- جون ستينمارك على موقع قاعدة بيانات كرة القدم.إي يو (الإنجليزية)
- جون ستينمارك على موقع Soccerway.com (الإنجليزية)